# Alligator d'Amérique
Alligator mississippiensis
Pour les articles homonymes, voir Alligator (homonymie).
Espèce
Statut de conservation UICN

 LC  : Préoccupation mineure
Statut CITES
Statut CITES
Alligator mississippiensis, l'Alligator d'Amérique ou cocodri(e) ou crocodril en français cadien, est une espèce de crocodiliens de la famille des Alligatoridae et de la sous-famille des Alligatorinae.

## Description
La longueur moyenne des mâles est comprise entre 4 et 4,5 mètres et ils peuvent atteindre exceptionnellement 5 à 6 mètres et un poids maximal de 500 kg. Les femelles mesurent moins de 3 mètres. L'Alligator d'Amérique fait partie des plus grands alligators du monde .
Il a été mesuré en laboratoire que l'alligator américain peut exercer entre ses mâchoires une force atteignant 9 452 N, soit le poids d'une masse de 964 kg. Cette force dans la mâchoire fut considérée longtemps comme étant supérieure à celle que pouvait exercer n'importe quelle espèce actuellement vivante. Toutefois, le record fut finalement battu par un spécimen de crocodile marin, calculée à 16 414 N (l'équivalent d'une masse de 1 674 kg).

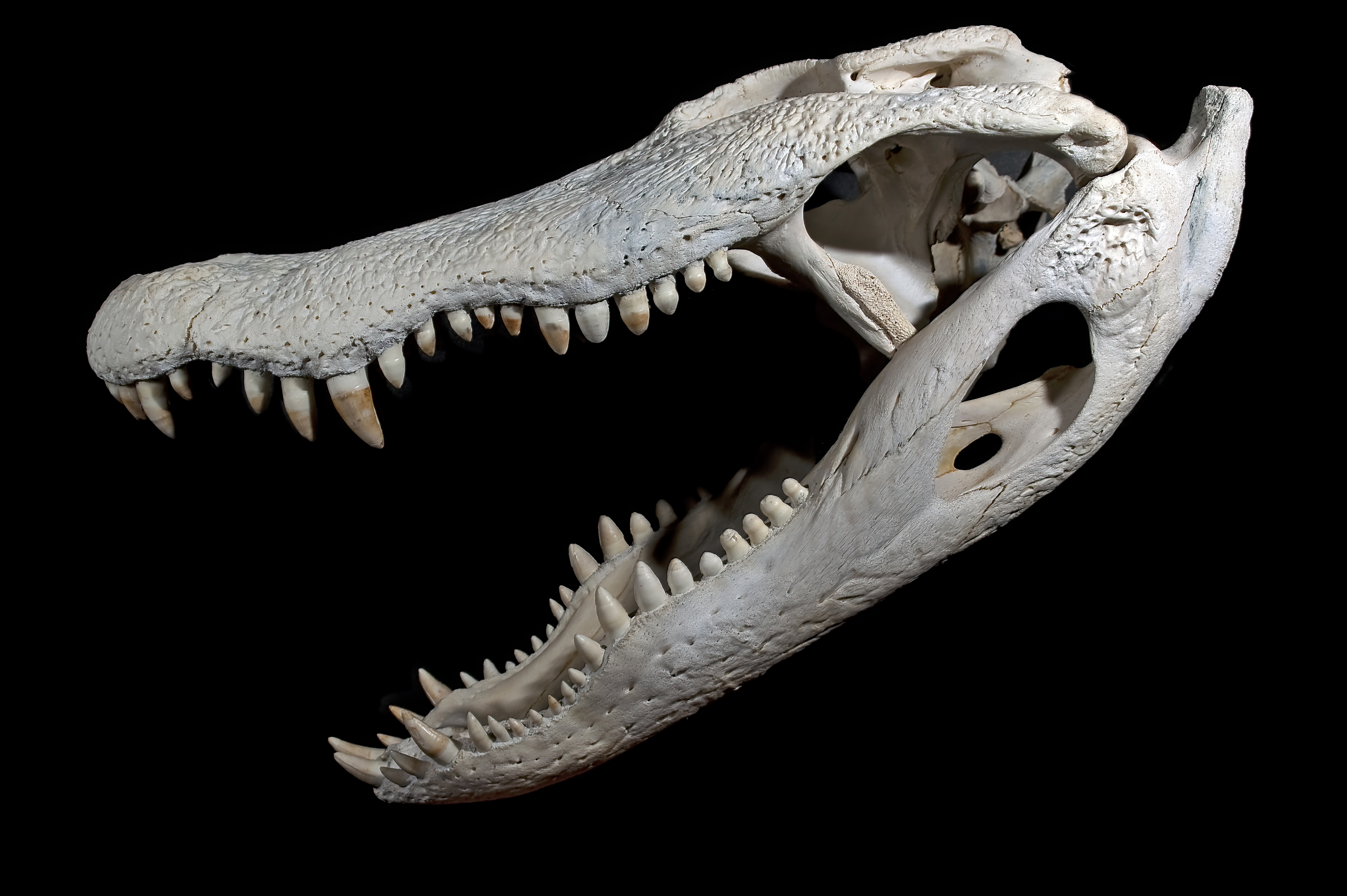
Crâne et mandibule.
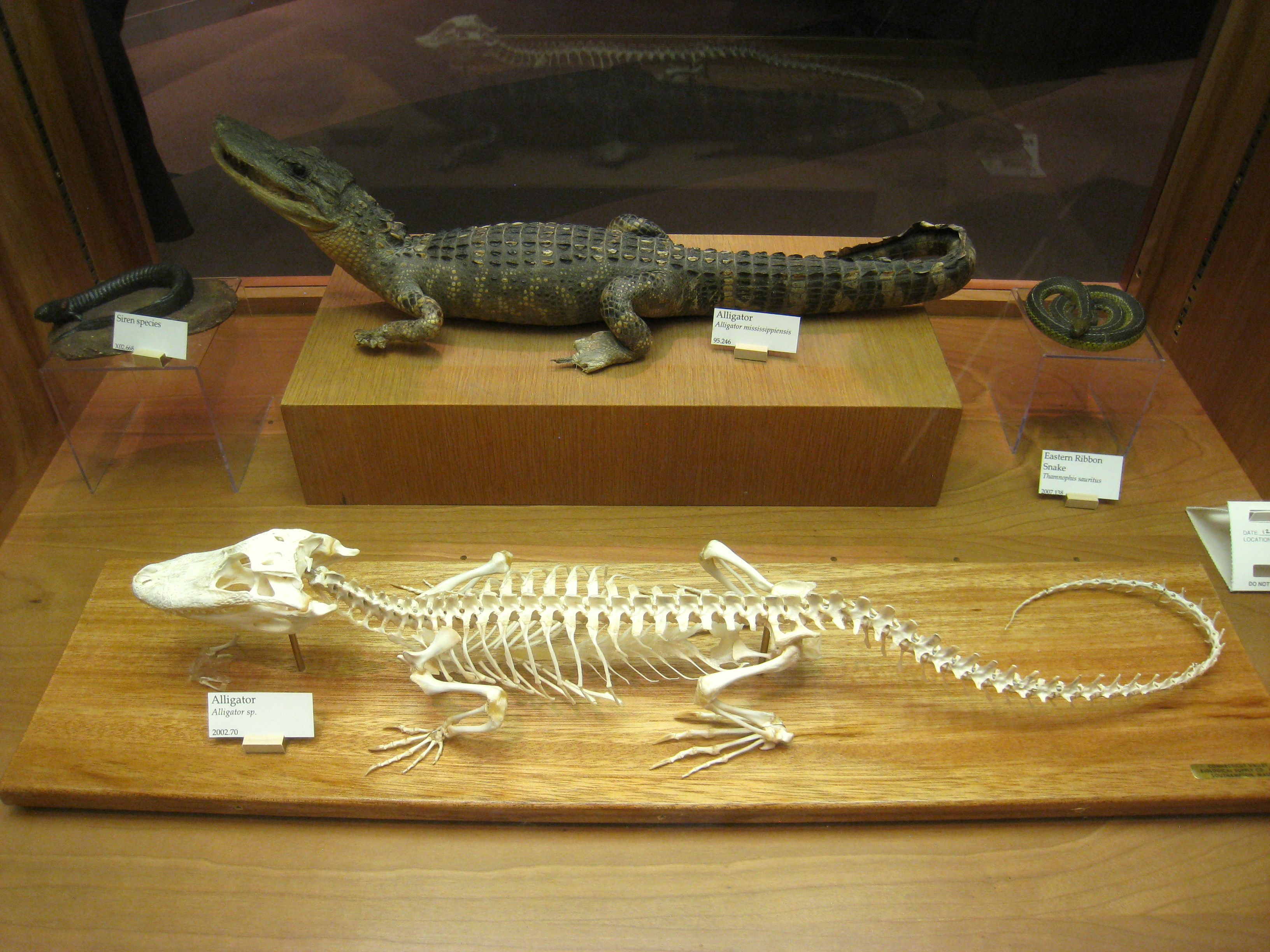
Squelette.
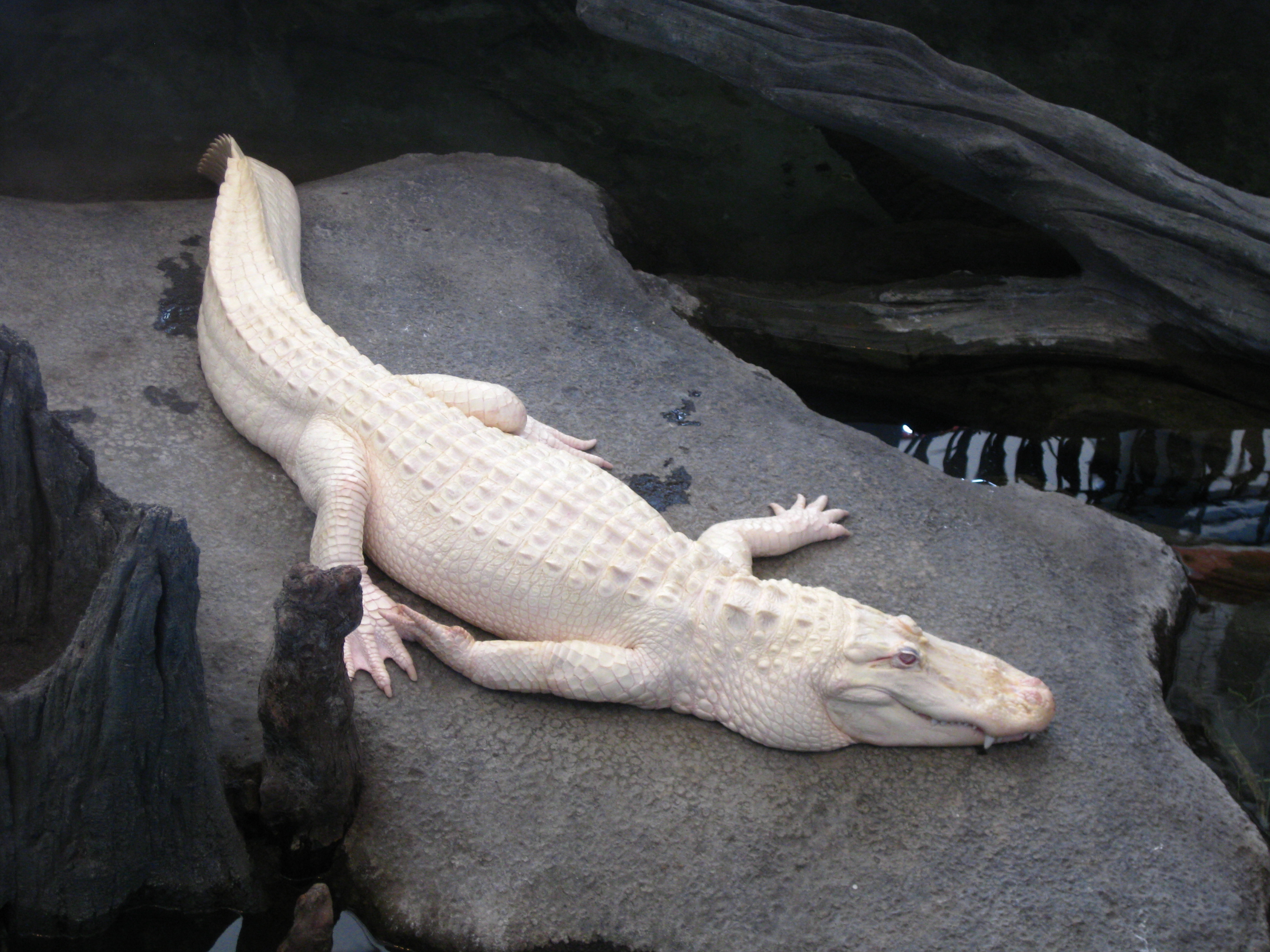
Forme albinos.
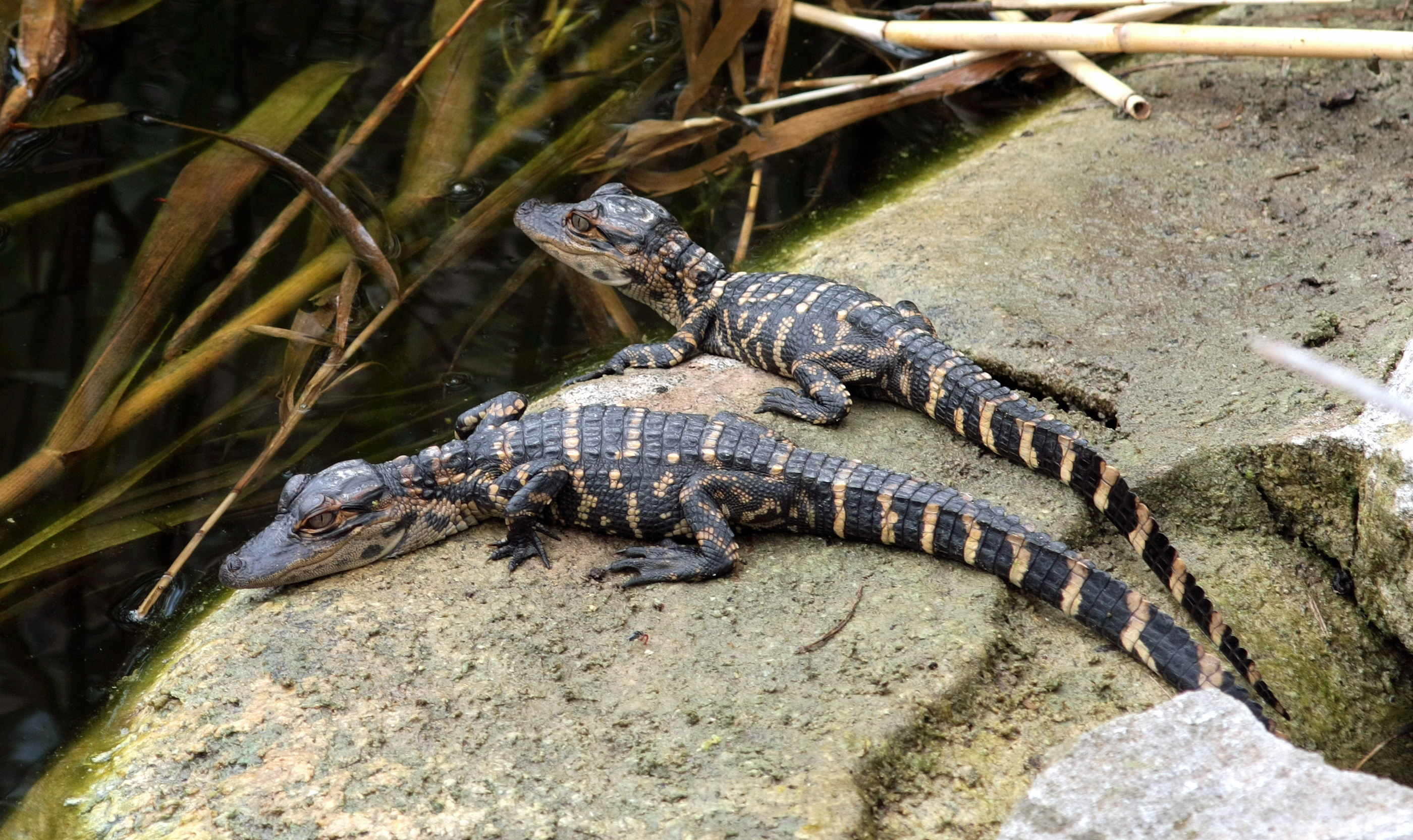
Forme juvénile.
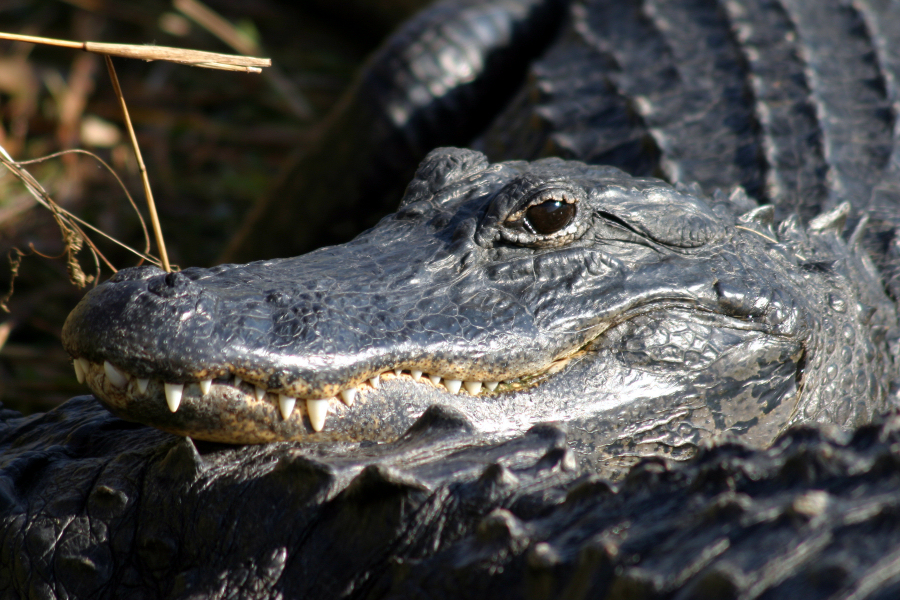
Un alligator d'Amérique dans le parc national des Everglades (Floride, États-Unis).

## Écologie et biologie

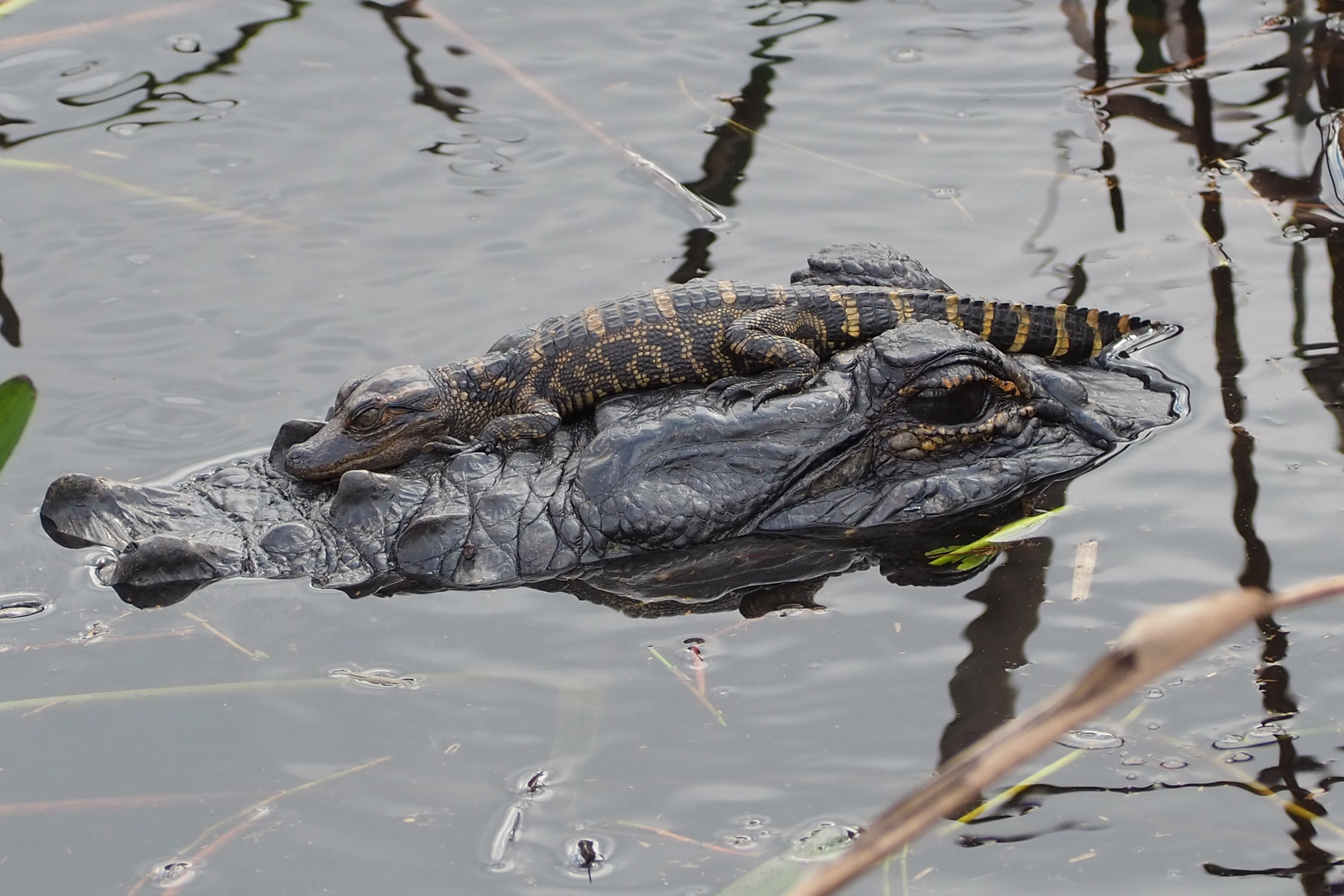
Un alliagator d'Amérique juvénile sur la tête d'un parent.

L'espèce fréquente les eaux douces marécageuses mais peut se rencontrer aussi dans des rivières ou des lacs. Elle tolère un léger degré de salinité durant un bref laps de temps et peut alors se trouver dans des eaux saumâtres comme des mangroves.
Les jeunes se nourrissent d'invertébrés et particulièrement d'insectes, de petits poissons et de grenouilles. En grandissant, ils chassent des proies de plus en plus grandes comme des tortues, des petits mammifères, des oiseaux, des reptiles y compris d'autres alligators.
Cette espèce peut rester sous l'eau plusieurs heures en détournant la circulation sanguine uniquement vers les poumons et le cerveau ; si elle nage ou chasse, cette durée est réduite à 20 minutes. Les poumons lui servent à respirer, mais aussi à manœuvrer sous l'eau selon une étude réalisée par des biologistes de l’Université d'État de l'Utah. Ses poumons agissent comme des « flotteurs internes » (variation de flottabilité comme la vessie natatoire des poissons, projetant ses poumons sur le côté lorsqu'elle se retourne sur elle-même, vers la tête lorsqu’elle refait surface, vers la queue quand elle plonge), lui permettant ainsi lorsqu'elle chasse de se déplacer discrètement sans alerter la proie. En conclusion de cette étude, les chercheurs émettent l'hypothèse que le développement du muscle du diaphragme a eu d'abord une fonction locomotrice puis une fonction respiratoire et étendent leurs observations à certaines tortues, salamandres, grenouilles africaines à griffes et lamantins qui pourraient avoir la même adaptation apparue chez les archosauriens.
La détermination du sexe dépend de la température régnant durant une période critique de l’incubation. Une température inférieure à 30 °C entre le 7e et le 21e jour ne donnera que des femelles ; si la température excède 34 °C, le nid ne donnera que des mâles. Si la température varie, la proportion entre les mâles et les femelles variera également.

## Répartition

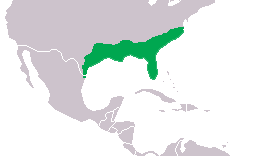
Distribution.

Cette espèce se rencontre aux États-Unis dans le sud-est subtropical : dans la totalité de la Floride et de la Louisiane (entre un et deux millions dans chaque état), les parties méridionales de la Géorgie, de l'Alabama et du Mississippi, les régions côtières de la Caroline du Sud et de la Caroline du Nord, le sud-est du Texas et l'extrême Sud-Est de l'Oklahoma et de l'Arkansas. Cette espèce est aussi présente dans l'extrême nord-est nord du Mexique (État du Tamaulipas).
Les alligators américains vivent dans des environnements d'eau douce, comme les étangs, les marais, les marécages, les rivières et les lacs, ainsi que dans les milieux saumâtres. La Floride du Sud est le seul endroit où coexistent alligators et crocodiles.

## Systématique
L'espèce a été décrite par le naturaliste François Marie Daudin en 1802, sous le nom initial de Crocodilus mississipiensis. L'épithète spécifique, mississippiensis, vient du fleuve Mississippi suivi du suffixe latin ensis (provenant de).

### Synonymes
- Crocodilus mississipiensis Daudin, 1802 Protonyme
- Crocodilus lucius Cuvier, 1807
- Alligator lucius (Cuvier, 1807)
- Crocodilus cuvieri Leach, 1815

### Taxinomie
François Marie Daudin utilisa l'orthographe de l'époque lorsqu'il décrivit la première fois cette espèce. En effet, il orthographia son nom en mississipiensis, avec un seul p tandis qu'aujourd'hui[Depuis quand ?], le p est redoublé. La nouvelle orthographe a été rétablie par une décision de la Commission internationale de nomenclature zoologique.

## L'Alligator d’Amérique et l'Homme
On connaît des cas exceptionnels où un alligator a attaqué des enfants et même des adultes. Les alligators sauvages que des êtres humains nourrissent s'habituent à la présence humaine et attaquent plus volontiers. L'alligator du Mississippi peut, de manière insolite, venir sur les parkings de supermarché, dans les piscines privées ou près des abreuvoirs à bétail.[réf. nécessaire]

### Protection
Ses effectifs sont estimés à plus d'un million d'individus. Cette espèce est la mieux connue parmi les crocodiliens. Les programmes de protection mis en place à la fin des années 1960 ont permis une très nette augmentation de ses effectifs. C'est en particulier l'instauration de quotas sur la chasse qui a permis cette embellie. Les fermes d'élevage, dont le compte s'élève à plus de 150, ont permis des réintroductions dans de nombreux milieux où les alligators avaient disparu (par exemple en Arkansas et au Mississippi).

### Cuisine
L'alligator entre, à titre de composant, dans la cuisine cadienne. Il est surtout utilisé dans des recettes de ragoûts, tel que le gumbo. Sa chair dense et blanche est très semblable à celle du poulet.